# Julian Savea
Sio Julian Savea (Wellington, 7 de agosto de 1990) es un jugador neozelandés de rugby que se desempeña como Wing. Jugó para los All Blacks, y actualmente juega para el Moana Pasifika del Super Rugby. También ha representado a Nueva Zelanda en rugby a 7 y a nivel sub-20. Es conocido como "el autobús".

## Carrera
Savea fue al Rongotai College en Wellington, Nueva Zelanda. En 2008, Savea fue incluido en el equipo de escuelas secundarias de Nueva Zelanda y en el equipo de formación de los Hurricanes.
Savea fue recompensado por su excelente forma tras el campeonato mundial juvenil de 2010 siendo escogido para jugar con los Wellington en la ITM Cup. En 2010 Savea fue considerado "el próximo Jonah Lomu".
Marcó su debut de primera clase en julio de 2010 con un [try] que marcó la victoria de pretemporada de la ITM Cup para los Wellington Lions sobre Canterbury. Comenzó en el ala derecha en 12 de 14 juegos de la ITM Cup, anotando otros ocho Try en el debut del campeonato contra Tasmania y dos más a la semana siguiente contra Otago.[cita requerida]
En 2012, Savea jugó su segunda temporada con los Hurricanes. Tuvo una temporada 2011 discreta, pero su forma en 2012 le valió una llamada a la selección nacional.
Su gran año de 2015 le llevó a ser nominado por la IRB como mejor jugador del mundo
En 2018, Savea deja Nueva Zelanda para irse al Toulon de Francia.

## Selección nacional
En 2009, Savea debutó para el equipo de rugby a 7 de Nueva Zelanda en el Dubai Sevens y luego siguió jugando el rugby a siete en los torneos de Hong Kong, Adelaida, Londres y Escocia.
En 2010, Savea fue seleccionado para el equipo neozelandés M20 para jugar en el Campeonato Mundial de Rugby Juvenil de 2010 celebrado en Argentina. Jugó de ala derecha en el torneo y anotó 8 try en tres partidos: cuatro en un partido contra Samoa, y dos en cada uno de los otros partidos, uno contra Gales y el otro contra Sudáfrica. Fue la estrella de este campeonato mundial sub-20 ganado por Nueva Zelanda y fue escogido "Jugador Junior del Año".
Su excelente momento de forma en 2012 hizo que le llamaran a la selección absoluta de rugby a XV para una serie de tres tests con Irlanda. El 9 de junio de 2012, Savea anotó tres Try en su debut con los All Blacks contra Irlanda en el primer partido en Eden Park. Es el primer All Black en anotar tres Try (una tripleta) contra Irlanda en un test match,[cita requerida] y el cuarto en anotar una tripleta en su debut con los All Black. Desde su debut, Savea ha sido uno de los más prolíficos marcadores en el rugby internacional. En 2014, Savea fue nominado para el premio de "Jugador del Año", que al final ganó su compañero de equipo Brodie Retallick.
Seleccionado por su país para la Copa Mundial de Rugby de 2015, en el partido contra Namibia, que terminó con victoria neozelandesa 58-14, Savea anotó dos Trys. En el partido contra Georgia, que terminó con victoria neozelandesa 10-43, Savea logró un triplete anotando tres de los siete try de su selección. En el partido contra Francia de cuartos de final volvió a anotar tres Try, con lo que igualó a Bryan Habana y Jonah Lomu con 8 Try como la mayor anotación de Try en un mismo mundial. y, además, se convirtió en el primer jugador en la historia del torneo en anotar múltiples tripletes en una Copa Mundial de Rugby. Fue escogido "Hombre del partido" (Man of the Match) por los aficionados, a través de Twitter. Además, Savea ha sido el jugador que más Try anotó en la Copa Mundial de Inglaterra, con 8, igualando así la marca de Jonah Lomu en la Copa Mundial de Rugby de 1999 y la de Bryan Habana en la de 2007. siendo el máximo anotador de Try del mundial. 
Además ha entrado en la historia del rugby al formar parte de la primera selección que gana el título de campeón en dos ediciones consecutivas.

### Participaciones en Copas del Mundo
Disputó la copa del mundo de rugby de Inglaterra 2015 siendo el máximo anotador de tries del torneo con 8.
| Mundial                       | Sede       | Resultado | PJ | Tries |
| ----------------------------- | ---------- | --------- | -- | ----- |
| Copa Mundial de Rugby de 2015 | Inglaterra | Campeón   | 6  | 8     |

### Palmarés y distinciones notables
- Rugby Championship: 2012, 2013 y 2014
- Copa del Mundo de Rugby: 2015
- Campeón de Super Rugby 2016
- Nominado a mejor jugador de rugby del año en 2015
- Seleccionado para  jugar con los Barbarians

## Vida personal
Savea es de ascendencia samoana. Su hermano menor, Ardie es también jugador de los Hurricanes y los All Blacks.
En abril de 2013 Savea fue arrestado y acusado por un incidente de violencia doméstica. Savea había aparecido previamente en una campaña contra la violencia doméstica, 'It's Not OK'.